# Sakina Karchaoui
Sakina Karchaoui (Salon-de-Provence, 26 de janeiro de 1996) é uma futebolista profissional francesa que atua como defensora.

## Carreira
Sakina Karchaoui fez parte do elenco da Seleção Francesa de Futebol Feminino, nas Olimpíadas de 2016.